# 青木松風庵
株式会社青木松風庵（あおきしょうふうあん）は、大阪府泉南郡岬町に本部を置く製菓メーカーである。

## 概要
創業者は、現会長の青木啓一。「御菓子司青木」でお菓子づくりを学んだ後、1984年1月8日に創業。
1984年以降に創業した和菓子製造小売業の企業の中では、日本一大きいグループ会社といわれる。
お笑いタレント大平サブローが出演するテレビCMが関西ローカル各民放局で放映されており、関西ではお馴染みのCMとしてよく知られている。
2021年4月現在、大阪・和歌山に26店を展開する。

## 沿革
- 1984年 - 1月5日、深日工場を建設。
- 1984年 - 1月8日、1号店である深⽇店開店。
- 1999年 - 深⽇本部⼯場が「⾷品衛⽣優良施設」の表彰を受ける。
- 2000年 - 深⽇本部⼯場が⾷品を扱う企業としての最⾼峰の「厚⽣⼤⾂表彰」を受ける。
- 2002年 - 第24回全国菓⼦⼤博覧会にて、商品『⽊の実ひろい』が「農林⽔産⼤⾂賞」、『お吟さま』が「名誉総裁賞」を受賞。
- 2006年
  - 泉佐野税務署より「優良申告法⼈」の表彰を受ける。
- 2008年 - 第25回全国菓⼦博覧会にて、商品『朝焼みかさ』が「名誉総裁賞」を受賞。
- 2009年 - 「みかさ基金」として『朝焼みかさ』の売上金の一部を寄付する活動を開始。
- 2010年 - 現在の代表商品である『月化粧』の販売開始。
- 2011年 - 『⽉化粧』が「モンドセレクション⾦賞」を受賞。
- 2012年
  - 深日⼯場、阪南⼯場、阪南店、阪南⼯房、和泉店、和泉⼯房、秋葉⼭店、秋葉⼭⼯房でISO22000認証取得。
  - 『⽉化粧』が「モンドセレクション⾦賞」を2年連続受賞。
- 2013年
  - 「みかさ基⾦」を改め、「⽉化粧基⾦」として『⽉化粧』の売上⾦の⼀部を寄付する活動を開始。
  - 4月16日、『⽉化粧』が「第26回全国菓⼦⼤博覧会・広島 内閣総理⼤⾂表彰」を受賞。
  - 5月31日、『⽉化粧』が「モンドセレクション⾦賞」を3年連続受賞。
- 2014年
  - 代表取締役社⻑として⻘⽊啓⼀に代わり、⻘⽊⼀郎が就任。
  - 6月2日、『⽉化粧』が「モンドセレクション最高⾦賞」を受賞。
- 2015年
  - 『⽉化粧』が「モンドセレクション最高⾦賞」を2年連続受賞。
  - 『月化粧』の年間売上個数が1000万個を超える。
- 2016年
  - 1月26日、⻘⽊松⾵庵が⼤阪府「男⼥いきいき・元気宣⾔」事業者として登録される。
  - 4月8日、『⽉化粧』が「モンドセレクション最高⾦賞」を3年連続受賞。『アンジュミニョン』が「モンドセレクション最高金賞」を受賞。
  - 10月30日、⼤阪マラソン2016のサポーターになり、38 km地点で『⽉化粧1万個』を提供。
  - 11月30日、泉佐野税務署より「優良申告法⼈」の表敬を受ける。
- 2017年
  - 4月、『⽉化粧』が「モンドセレクション最高⾦賞」を4年連続受賞。『アンジュミニョンが』「モンドセレクション最高金賞」を2年連続受賞。
  - 7月15日、なんば駅前に月化粧専門店である「月化粧なんば店」を開店。
  - 11月、（株）青木ホールディングスを設立。
  - 11月26日、大阪マラソン2017のサポーターになり38 km地点で『月化粧1万個』を提供
  - 12月、公益に貢献したとして「紺綬褒章」を受賞。
  - 12月、南海電気鉄道（株）から男里川橋梁復旧に貢献したことで感謝状を授与。
- 2018年
  - 『⽉化粧』が「モンドセレクション最高⾦賞」を5年連続受賞、『アンジュミニョン』が「モンドセレクション最高金賞」を3年連続受賞。
  - 11月25日、大阪マラソン2018のサポーターになり、38 km地点で『月化粧1万個』を提供。
  - 12月、経済産業省より「地域未来牽引企業」として選定される。
  - 1年間の『月化粧』売上個数が1200万個を越える。
- 2019年
  - 1月、『月化粧』が「大阪産(もん)名品」の認証を受賞。
  - 2月、創業35周年イベントとして「スイーツバイキング」を開催（大阪と和歌山で計4日間開催し1,494人が来場）。
  - 4月、『月化粧』の年間売上個数が1300万個を超える。
  - 4月、『月化粧』が「モンドセレクション最高金賞」を6年連続受賞。『アンジュミニョン』が「モンドセレクション最高金賞」を4年連続受賞。
  - 10月、『月化粧』が年間売上個数が1400万個を超える。

## 主力商品

### 月化粧
北海道産いんげん豆「大手亡」と「白金時」をブレンドし、白餡に上質のバターとミルクの風味豊かな練乳をたっぷり入れて炊き上げた、とろけるような味わいのお菓子。年間14,000,000個以上の売上を誇る。

### 朝焼きみかさ
「ヨード卵・光」「国産小麦粉」「北海道十勝産小豆」を100%使用。毎日朝5時から焼き上げたものだけを販売している。

### おしゃれ
創業者である青木啓一が、「はんなりとした関西風のいちご大福を作りたい」との思いから1986年に開発した商品。お客から「おしゃれなお菓子ですね」と言われたのが商品名の由来。今ではいちご以外にも、ピオーネ、シャインマスカット、パイナップル、みかんといった種類が、それぞれ季節限定で販売される。鮮度にとことんこだわっているため、いちごについては商品をお渡ししたその日が消費期限として設定されている。

### アンジュミニョン
アンジュミニョンとはフランス語で「かわいい天使」という意味。商品名の通り、お口の中で「ほわほわ」とけてゆく食感が楽しめるチーズケーキである。

## 店舗

### 大阪府
- 月化粧なんば店
- 青木松風庵 堺本店
- 青木松風庵 ザビエル公園店
- 青木松風庵 泉北高倉台店
- 青木松風庵 羽曳野店
- 青木松風庵 富田林店
- 青木松風庵 河内長野店
- 青木松風庵 和泉店
- 青木松風庵 泉大津店
- 青木松風庵 春木店
- 青木松風庵 岸和田店
- 青木松風庵 貝塚店
- 青木松風庵 イオンモール日根野店
- 青木松風庵 泉佐野店
- 青木松風庵 吉見店
- 青木松風庵 イオンモールりんくう泉南店
- 青木松風庵 阪南店
- 青木松風庵 深日店

### 和歌山県
- 青木松風庵 鳴神店
- 青木松風庵 パームシティ店
- 青木松風庵 善明寺店
- 青木松風庵 秋葉山店
- 青木松風庵 近鉄和歌山店
- 青木松風庵 イオン和歌山店
- 青木松風庵 海南店
- 青木松風庵 岩出店

## 本部/工場
- 深日本部
- 岬工場
- 阪南工場